# محمد تامالت
محمد تامالت (بالإنجليزية: Mohamed Tamalt)‏، صحفي جزائري بريطاني، سُجن في يوليو / تموز 2016 بتهمة "الإساءة إلى رئيس الجمهورية عبد العزيز بوتفليقة و"إهانة هيئة نظامية"  وتوفي في الحجز بعد بضعة أشهر 11 ديسمبر 2016، بعد إضراب عن الطعام. وهذا هو أول صحفي يلقى حتفه في السجن في الجزائر  منذ حرب الاستقلال.

## الاعتقال والمحاكمة
مقيم في إنجلترا منذ عام 2002 - ، ، كتب مقالات لجريدة الخبر، والتي كان يعمل بها منذ فترة طويلة في لندن. كما أنه أدار مدونة وصفحة على فيسبوك، يتابعها أكثر 10 000  شخص ، حيث كان ينتقد السلطة بشدة، حيث هاجم الزعماء السياسيين بشراسة، بما في ذلك رئيس الدولة عبد العزيز بوتفليقة  أو أفراد أسرته.
تم اعتقاله في مطار الجزائر العاصمة في 27 يونيو 2016، وسُجن بسبب تهمة «الإساءة إلى رئيس الجمهورية عبد العزيز بوتفليقة و» إهانة هيئة نظامية"  بعد نشر منشورات على مدونته وصفحة فيسبوك. تم الحكم عليه في 11 يوليو 2016، وحُكم عليه بالسجن لمدة عامين بتهمة «الإساءة إلى رئيس الجمهورية عبد العزيز بوتفليقة و» إهانة هيئة نظامية" في منشورات على حسابه على فيسبوك. تم تأكيد الحكم الصادر ضده في الاستئناف في الشهر التالي، 9 أغسطس. خلال الاستئناف، يشتكي محمد تمالت من العنف الذي تعرض له من حراس السجن.

## الوفاة
من يوم اعتقاله، توقف عن الأكل. تم احتجازه في سجن الحراش ، وتم نقله بعد 53 يومًا من الإضراب عن الطعام  إلى محتجزين في مستشفى لامين - ديباغين (مستشفى مايو سابقًا) في باب الواد. ضواحي الجزائر العاصمة في نهاية أغسطس. وتوفي 11 ديسمبر وعمره 42 سنة، وذلك بعد إضراب عن الطعام لمدة ثلاثة أشهر تلاها 3 أشهر غيبوبة. ووفقًا لإدارة السجن، فقد توفي بسبب مشاكل في الرئة.
أثارت وفاته ردود فعل كثيرة في وسائل الإعلام والشبكات المستقلة في الجزائر. دعت منظمة العفو الدولية ومنظمة مراسلون بلا حدود  السلطات الجزائرية إلى "فتح تحقيق مستقل، معمق وشفاف حول ملابسات وفاة" محمد تمالت، قائلين إنه يجب مراعاة الإجراءات التي تهدف إلى حماية سمعة الشخصيات العامة. "إجراءات مدنية وليست جزائية.
وحضر جنازته من قبل مئات من الناس، ودفن في مقبرة باش جراح في أحد أحياء الجزائر العاصمة حيث نشأ وترعرع.